# Einar Sandberg
John Einar Sandberg, född 28 november 1906 i Hanebo socken, Gävleborgs län, död 5 april 1959 i Söderhamn, var en svensk tidningsman. Han var bror till konstnären Harald Sandberg.
Sandberg, som var son till Edvard Sandberg och Lina Carlsdotter, avlade realexamen vid läroverket i Söderhamn 1922. Han var verksam som journalist i Söderhamn från 1938 och huvudredaktör för Söderhamns Tidning från 1956 till sin död. Han var ordförande i Söderhamns IF 1932–1939, i Brobergs IF:s bandysektion 1944–1945, i Hälsinglands gångförbund, ledamot av styrelsen för Hälsinglands idrottsförbund samt sekreterare i Riksteaterns lokalavdelning och i Svenska flaggans dag.